# Platensina apicalis
Platensina apicalis es una especie de insecto del género Platensina de la familia Tephritidae del orden Diptera.

## Historia
Friedrich Georg Hendel la describió científicamente por primera vez en el año 1915.